# Noriko Suzuki
Noriko Suzuki (鈴木紀子?, Suzuki Noriko; Akita, 18 aprile 1955) è un'ex cestista giapponese.

## Carriera
Con il Giappone ha disputato due edizioni dei Campionati del mondo (1979, 1990).